# Pere Pinyol
Pere Pinyol (1952-2013) fou un actor i director català. Va ser director del Teatro Price de Madrid des del 2009, codirector de l'acte d'inauguració de l'Expo de Saragossa 2008, coordinador general de les gales de 2006 a 2010 dels Premis Max, i director artístic de la programació dels espectacles del Fòrum Universal de les Cultures (2004) entre d'altres. Pinyol va dirigir el projecte '6Goya6', per al 200 aniversari del 1808 Madrid, i va exercir de director general a Focus Madrid, a més de creador, productor i director del cabaret Passió Espanyola per al Pavelló d'Espanya a Expo Xangai (2010).